# Tři princezny
Tři princezny je český televizní pohádkový film České televize z roku 2024 režiséra Tomáše Pavlíčka. Natáčení snímku začalo v květnu 2024, premiéru měl film na Štědrý večer téhož roku. Princezny hrají Josefína Marková, Sára Černochová a Dorota Šlajerová, prince Josef Trojan.

## Obsazení
| Josefína Marková         | chytrá princezna Sofie                   |
| Sára Černochová          | krásná princezna Flóra                   |
| Dorota Šlajerová         | odvážná princezna Leona                  |
| Josef Trojan             | princ Felix III., následník trůnu        |
| Klára Melíšková          | královna Mortana, nevlastní matka Felixe |
| Michal Isteník           | komoří královny Mortany                  |
| Vojtěch Vondráček        | Slunce                                   |
| Cyril Dobrý              | Měsíc                                    |
| Björn Harras             | Pán podsvětí                             |
| Martin Pechlát           | král Jindřich, otec princezen            |
| Karol Čálik              | starý horník v Cháronově dole            |
| Anna Šišková             | babička                                  |
| Marek Geišberg           | loupežník                                |
| Annette Nesvadbová       | žena s holí                              |
| Jiří Rendl               | muž s vědry                              |
| Jan Španbauer            | strážný                                  |
| Milena Konstantinova     | holčička v lese                          |
| Josefína Kroutilová      |                                          |
| Antonie Josefína Novotná |                                          |
| Mia Sura                 |                                          |
| Jan Vondráček            | hlas Pána podsvětí (český dabing)        |
| Miloslav Mejzlík         | hlas starého horníka (český dabing)      |

## Výroba
Film se natáčel v květnu 2024 na zámku Hrubý Rohozec, na hradě Bouzově a v lesích Českého Švýcarska.

## Recenze
- SPÁČILOVÁ, Mirka. RECENZE: Štědrovečerní Tři princezny školily diváky v ekologii a feminismu. iDNES.cz [online]. MAFRA, a.s., 2024-12-24. Dostupné online.
- ROHÁČKOVÁ, Kristina. Minerální lázně a prázdná slova. Pohádku Tři princezny nespasí ani Melíšková se zlosynskou ofinou. iROZHLAS [online]. Český rozhlas, 2024-12-24. Dostupné online.
- ŠRAJER, Martin. Recenze: Čím Tři princezny tak pobuřují? Chtějí se zavděčit všem. Seznam Zprávy [online]. Seznam.cz, 2024-12-24. Dostupné online.
- STEJSKAL, Tomáš. Recenze: Jedna za všechny, všechny za jednu. Štědrovečerní pohádka se letos povedla. Aktuálně.cz [online]. Economia, a.s., 2024-12-24. Dostupné online.
- KLÁR, Petr KlarIN. KlariNovo Vánoční recenzování. Divadelní noviny [online]. Společnost pro Divadelní noviny, 2024-12-26. Dostupné online. ISSN 1210-471X.
- HOLOUBEK, Jan. Tři princezny. Nejhorší pohádka za deset let. PrahaIN [online]. 2024-12-24. Dostupné online.
- JANKEOVÁ, Jana. Vánoční pohádka: Tři princezny připomínají pohádkový „eintopf“. Došlo i na horníky a péči o planetu…. Proženy.cz [online]. Seznam.cz, 2024-12-24. Dostupné online.